# Приход к власти маршала Петена
Приход к власти маршала Петена — провозглашение маршала Петена «главой Французского государства» (фр. Chef d'État Français), наделение его диктаторскими полномочиями, ознаменовавшее конец Третьей республики. Решение было немедленно признано большинством государств, в том числе США и СССР.

## Предыстория
Политическая обстановка во Франции в 1930-е годы была довольно нестабильна, основной недостаток демократии — большое количество различных политических сил, которые враждовали между собой и не могли прийти к единому мнению, работал против страны. Некоторые правые политики считали, что Франции нужен человек способный жесткой рукой навести порядок в этот сложный период. В 1934 году популярное среди правых сил издание «Le Petit Journal» начало писать о Петене как о кандидате на роль «спасителя нации». Впрочем, сам Петен отвергал для себя идею какого-либо государственного переворота, хотя и симпатизировал правым организациям. Несмотря на весьма почтенный возраст Петен всё ещё был в политике, так с марта 1939 года он занимал пост посла в Испании, где приложил определённые усилия, чтобы удержать Испанию в нейтральном статусе накануне Второй мировой войны. Уже в разгар боевых действий между Францией и Германией, Петену предложили пост премьер-министра, так как полагали, что образ героя Верденской битвы простимулирует народ к дальнейшей борьбе до победного конца.

## История

### Обстановка накануне
До того как поражение Франции в войне стало очевидным для всех, в парламенте никто не обсуждал капитуляцию, даже когда ситуация на фронте стала катастрофической далеко не все политики готовы были прекратить борьбу. Те политики которые видели будущее Франции с жесткой вертикалью власти без демократии и парламентаризма, поддерживали маршала Петена.
В правительстве велись свои политические интриги, большое влияние имел Пьер Лаваль который был ориентирован и действовал весьма прогермански, а когда правительство Франции (накануне того, как Петен стал полноправным диктатором) хотело переехать в Северную Африку, Лаваль сделал всё, чтобы не допустить этого. 20 июня уже сам Петен запретил членам правительства покидать страну, хотя уже на следующий день, 27 парламентариев отправились в Марокко с намерением продолжать борьбу.
14 июня 1940 года Париж был сдан немцам, и правительство уже находившееся в Бордо подало в отставку. 16 июня было сформировано правительство во главе с Петеном (хотя он ещё и не был полноправным диктатором), который приказал немедленно начать переговоры о мире с Германией. 22 июня было подписано Второе компьенское перемирие, окончившее боевые действия на территории Франции. 1 июля президент Франции Альбер Лебрен дал согласие на созыв внеочередного заседания парламента. 10 июля 1940 года в здании оперы (которое иногда использовали для проведения конгрессов) в городе Виши на рассмотрение Национального собрания Франции (образованного объединённым заседанием Палаты депутатов и Сената) был представлен проект пересмотра конституционных законов, регулировавших Третью республику с 1875 года, с целью наделения полными конституционными полномочиями маршала Филиппа Петена, председателя Совета министров. Маршал считал эпоху Третьей республики периодом упадка и объяснял это республиканским правлением и засильем коммунистов и евреев. Не последнюю роль в капитуляции перед Германией сыграли и давние противоречия между Великобританией и Францией. Как говорили некоторые французские парламентарии: «Лучше быть немецкой провинцией, чем британским доминионом». Германии также было выгодно заключить мир, так как с юга немецкие войска ещё могли атаковать остатки боеспособной французской армии и новобранцы. К тому же, мир с побеждённой страной на относительно мягких условиях способствовал бы тому, что страны ещё воюющие с Германией тоже задумаются над заключением выгодного для них мира.

### Голосование
Несмотря на то, что часть парламентариев отсутствовала на этом заседании, голосование состоялось. Голоса распределились следующим образом:
|                | Депутаты | Сенаторы | Итого |
| -------------- | -------- | -------- | ----- |
| Всего          | 544      | 302      | 846   |
| Присутствовало | 426      | 243      | 669   |
| За             | 357      | 212      | 569   |
| Против         | 57       | 23       | 80    |
| Воздержались   | 12       | 8        | 20    |

Против Петена проголосовало 57 членов Палаты депутатов, из них 29 были от фракции Французской секции Рабочего интернационала, 13 от фракции Радикальной партии, 5 от фракции Независимых левых, 3 от фракции ФНС, 2 от фракции Народно-демократической партии, 2 от фракции Демократического альянса, 1 от фракции USR, 1 от фракции Левых радикалов, 1 от фракции Независимых республиканцев[уточнить]. Из 23 несогласных сенаторов — 13 были от Левых демократов, 7 от Французской секции Рабочего интернационала, 2 от Народно-демократической партии и 1 от USR.

### Результат
11 июля 1940 года, Конституционным актом номер 1 за подписью Петена должность президента Франции была упразднена, единоличным руководителем страны стал маршал Петен. Новая должность называлась — «Глава Французского государства». Изменялся и способ передачи власти: выборы отменялись, а преемника назначал сам глава государства. Петен в документах называл себя «Мы, маршал Франции, глава Французского государства», что делало его похожим в некоторой степени на монархов, которые тоже традиционно подписывались и говорили о себе во множественном числе. Проект конституции, подписанный Петеном 30 января 1944 года, предусматривавший, что глава государства должен называться «Президент Республики», так и не был обнародован. Президент Франции Альбер Лебрен, который формально занимал свой пост на тот момент, не признал своего низложения и не объявлял про отставку. Впрочем, он не предпринимал никаких попыток восстановить свою власть или учредить правительство в изгнании. Новое правительство Франции тут же признали СССР, США и другие крупные государства. Во Франции начался период так называемого «Режима Виши» который был коллаборационистским и практически полностью подконтрольным Германии. Позже, Петен на суде утверждал, что хотел таким образом защитить Францию от возможных более тяжёлых последствий поражения в войне.

### Законность
О законности прихода к власти Петена споры  не утихают и по сей день. Одни считают, что он пришёл абсолютно законно, так как власть маршалу была де-юре передана на заседании парламента с голосованием и подписанием всех нормативных документов. Другие утверждают, что это было с нарушением конституционных норм, так как объединение всех ветвей власти (учредительной, законодательной, исполнительной и судебной) в одних руках противоречило самим основам Французской Конституции 1875 года, которая прямо основывалась на разделении властей, к тому же выглядит довольно неоднозначным сам факт того, что Конституция независимой страны может быть изменена под угрозой со стороны врага. Третьи полагают, что понятие законности отходит на второй план, когда речь идёт о защите интересов своей страны во время её военного поражения.

## Память
Память о 80 парламентариях, проголосовавших против наделения Петена неограниченными полномочиями, была увековечена по окончании Второй мировой войны.
- 10 июля 2013 года председатель Национального собрания Клод Бартолон[фр.] торжественно открыл стелу у моста Аристид-Бриан[фр.] в Виши в память о несогласных парламентариях[5][6].
- 10 июля 2019 года председатель Национального собрания Ришар Ферран и мэр Виши во Дворце конгрессов, где проходило историческое заседание, торжественно открыли мемориальную доску, на которой поимённо перечислены парламентарии, проголосовавшие «против».